# بوب فيشر
بوب فيشر (بالإنجليزية: Bob Fisher)‏ هو مدير فني أمريكي، ولد في 3 ديسمبر 1887 في بوسطن في الولايات المتحدة، وتوفي في 7 يوليو 1942 في نيوتن في الولايات المتحدة.